# Tuligłowy (gmina)
Gmina Tuligłowy – dawna gmina wiejska funkcjonująca w latach 1941–1944 pod okupacją niemiecką w Polsce. Siedzibą gminy były Tuligłowy.
Gmina Tuligłowy została utworzona przez władze hitlerowskie z terenów okupowanych przez ZSRR w latach 1939–1941 (vide rejony komarniański i rudecki), stanowiących przed wojną części gmin Pohorce (Hołodówka, Koniuszki Królewskie, Koniuszki Tuligłowskie, Malinów, Podolce, Pohorce i Susułów), Komarno (Brzeziec i Tuligłowy) i Podzwierzyniec (Mosty i Nowa Wieś)  w powiecie rudeckim w woj. lwowskim (tylko gminę Pohorce zniesiono pod okupacją).
Gmina weszła w skład powiatu lwowskiego (Kreishauptmannschaft Lemberg), należącego do dystryktu Galicja w Generalnym Gubernatorstwie. W skład gminy wchodziły miejscowości: Brzeziec, Hołodówka, Koniuszki Królewskie, Koniuszki Tuligłowskie, Malinów, Mosty, Nowa Wieś, Podolce, Pohorce, Susułów i Tuligłowy.
| Miejscowości / gromady                                                                       | Rejon w ZSRR (1939–1941) | Gmina (II RP)  | Powiat (II RP) |
| -------------------------------------------------------------------------------------------- | ------------------------ | -------------- | -------------- |
| Brzeziec i Tuligłowy                                                                         | komarniański             | Komarno        | rudecki        |
| Mosty i Nowa Wieś                                                                            | komarniański             | Podzwierzyniec | rudecki        |
| Hołodówka, Koniuszki Królewskie, Koniuszki Tuligłowskie, Malinów, Podolce, Pohorce i Susułów | rudecki                  | Pohorce        | rudecki        |

Po wojnie obszar gminy włączono do ZSRR.